# 徐子玉
徐子玉，浙江東陽縣人，明朝政治人物。

## 生平
永樂二年（1404年）甲申科進士。曾任福建建宁府知府一职，宣德年间(1426～1435年)由张顺接任。